# 蒋惠
蒋惠（？—？），江西鄱阳（今江西波阳）人，明朝政治人物。
蒋惠曾于1378年接替萧九万任华亭县知县一职，1387年由刘俊接任。